# オゼーニャ
オゼーニャ（伊: Ozegna）は、イタリア共和国ピエモンテ州トリノ県にある、人口約1,200人の基礎自治体（コムーネ）。

## 地理

### 位置・広がり

#### 隣接コムーネ
隣接するコムーネは以下の通り。
- アリエ
- バーイロ
- カステッラモンテ
- チコーニオ
- リヴァローロ・カナヴェーゼ
- サン・ジョルジョ・カナヴェーゼ